# دوفل
شهر دوفل (به فرانسوی: Duffel) در شهرستان مشلان در استان آنتوئر در منطقه فلاندری در کشور بلژیک واقع شده‌است.